# Alfred C. Kinsey

Kinsey luând interviu unei femei

Alfred Charles Kinsey (n. 23 iunie 1894 – 25 august 1956), a fost un biolog american și profesor de entomologie și zoologie și care în 1947 a înființat Institutul de Cercetări în Sex, Sexualitate și Reproducere la Universitatea din Indiana, acum numit Institutul Kinsey de Cercetări în Sex, Sexualitate și Reproducere.
Cercetările lui Kinsey la sexualitatea umană au influențat profund viața socială și culturală în S.U.A. și în multe ale țări din Vest în care revoluția sexuală începe în anii '60. Coperta revistei Time din 24 august 1953 (volumul 62, numărul 8), îl înfățișa pe biolog, portretizat de Boris Artzybasheff.
„Kinsey și-a dedicat ultima parte a vieții introducerii unei perspective rațional-intelectuale asupra sexului în societatea americană, în principal prin munca sa în mediul academic.”

## Biografie

### Nașterea
Alfred Kinsey s-a născut la 23 iunie 1894 în Hoboken, New Jersey, în familia lui Alfred Seguine Kinsey și Sarah Ann Charles. Kinsey era cel mai mare dintre cei 3 copii. Mama lui a primit puțină educație formală; tatăl său a fost profesor la Institutului de Tehnologie Stevens. Părinții lui erau săraci în copilăria lui Kinsey. Astfel, familia deseori nu și-au permis îngrijiri medicale, de aici se pare că tînărul Kinsey a primit tratament necorespunzător și insuficient pentru o varietate de boli incluzînd rahitismul, febra reumatică și febră tifoidă.
Certificatul de sănătate indică faptul că Kinsey a primit lumină insuficientă de la soare (cauza rahitismului în acele zile înainte de lapte și alte mâncăruri nu erau întărite cu vitamina D) și a trăit în condiții nesanitare o mare parte din copilăria lui. Rahitismul, care duce la curbarea coloanei vertebrale, a produs rezultatul aplecării ușoare care a avut efectul de a preveni înrolarea lui Kinsey în 1917 pentru Primul Război Mondial.

### Religia
Crescut și educat ca metodist, s-a convertit la congregaționism, care era mult mai puțin fundamentalist, și în cursul studiilor de la Harvard se pare că a devenit agnostic sau ateu, înlocuind fervoarea religioasă cu fervoarea de a fi om de știință.

## Controversa

### Acuzații că a discutat știință în public
John Bancroft a scris:
Arhiepiscopul Romano-Catolic Paul Schulte (din dioceza în care locuia Kinsey) comenta: „Nu pot exista obiecții valide împotriva investigării științifice a comportamentului sexual, care ar ajuta legiuitorii, educatorii, clericii, medicii și alte profesiuni . . . dar Dr. Kinsey a înjosit știința. În loc să circule rezultatele printre cei competenți să le evalueze și să le aplice, precum un șarlatan ieftin el le-a oferit publicului larg.” Această temă, care a fost iterată și înainte și după aceasta, se concentrează asupra importanței de a păstra informatiile despre sex departe de oamenii obișnuiți. ... Cu alte cuvinte, orice discuție deschisă despre sex, în particular referitoare la femei, este înjositoare. Asta este o altă temă recurentă. ... reflectă încă o temă care a revenit de multe ori de atunci: sondajele referitoare la sex sunt eronate deoarece oamenii decenți nu participă la ele.
Conform lui Dan Ungureanu, care discuta anume despre Kinsey, „Obscurantism este numele atitudinii religioase de a respinge și ignora datele științifice relevante într-o dezbatere publică. Este atitudinea conform căreia anumite date științifice nu trebuie știute.”

### Acuzații de pedofilie
Autoarea de teorii paranoide ale conspirației Judith Reisman a scris: „[...] pe 26 iunie 2003, Curtea Supremă a S.U.A. a consacrat datele frauduloase ale lui Kinsey drept legea morală revoluționară a țării noastre [...] un deviant sexual duplicitar a fost principala sursă utilizată de Curtea Supremă a Statelor Unite ca autoritate « științifică » în Lawrence v. Texas.”
Referitor la căsătoria homosexuală ea a scris Curții Supreme: „această Curte n-ar trebui să permită ca instituția căsătoriei să devină ultima victimă a modelului Kinseyan de societate americană.” Ea a scris de asemenea acestei curți că sexologia mainstream este „o ideologie clădită pe abuzarea sexuală a bebelușilor și copiilor și pe calomnierea « Celei Mai Mărețe Generații ».”
Susținerile ei sunt problematice, deoarece pedofilii sunt pierzătorii și nu câștigătorii revoluției sexuale.
Citatul selectiv, exagerarea și minciunile totale sunt tactici onorate de timp ale dreptei. Judith Reisman a vehiculat de multă vreme calomnia conform căreia Alfred Kinsey a condus experimente sexuale pe sugari la institutul său; ea nu oferă nicio dovadă.— Judith Levine
Cartea lui Reisman Kinsey: Crimes and Consquences; The Red Queen and the Grand Scheme  a fost numită „carte extrem de iresponsabilă și derutantă... Cu toate acestea, conține câteva informații interesante despre reacția la adresa lui Kinsey”.
Conform unei cărți publicate de editura proprie a Massachusetts Institute of Technology, „Iar relația Biroului cu Alfred Kinsey, autorul The Kinsey Report, a fost reciproc avantajoasă, fiecare bazându-se pe datele celuilalt.” — FBI nu a găsit nicio infracțiune comisă de Kinsey, deși Kinsey a fost persecutat de McCarthism, suspectat drept agent sovietic; după moartea lui McCarthy și schimbările demografice prestigiul postum al lui Kinsey a crescut imens, punctul său de vedere devenind „ortodoxie științifică”.
Aceste acuzații au fost reînviate de o luptă politică în interiorul Senatului statului Indiana, dar vocile rațiunii au spus: „Acestea sunt din cauza meme-urilor de pe internet, reîncălzite, care continuă să revină”. Președinta Universității din Indiana a condamnat manevra legislativă. IndyStar⁠(en)[traduceți], un ziar din Indiana, a remarcat că acuzațiile contra lui Kinsey fuseseră de mult demontate. La circa un an după adoptarea legislației anti-institut, Consiliul Universității din Indiana a adoptat măsuri pentru a proteja Institutul Kinsey. Procurorul general al statului Indiana a cerut dovezi că universitatea nu a alocat fonduri de stat Institutului Kinsey.

### Controversa privind 10% homosexuali
În media conservatorilor de dreapta, procentajul de 10% homosexuali, estimat inițial de unii în baza cărților lui Kinsey, este privit drept controversat, numit sarcastic „mitul celor zece procente”.
Conform Austin Institute, un institut conservator, de dreapta, din statul Texas, SUA (date publicate în 2014) „Cifrele lui Gates sunt puțin mai mici decât atât din sondajul Relationships in America, care estimează că 3,9% dintre femei și 5,6% dintre bărbați se identifică drept homosexuali, lesbiene sau bisexuali, reprezentând puțin peste 11 milioane adulți la nivel național.30 30 De asemenea, constatăm că 11 la sută dintre femei și 9 la sută dintre bărbați s-au implicat la un moment dat în comportamente sexuale între persoane de același sex, aproximativ de două ori numărul celor care se identifică ca lesbiene, gay sau bisexuali. Aceste estimări nu includ, de asemenea, 3,5% dintre bărbați și 9% dintre femei care spun că sunt în mare parte heterosexuali, dar cel puțin uneori atrași de persoane de același sex. Rețineți că estimările noastre sunt doar pentru vârstele între 18 și 60 de ani, așa că pot diferi ușor de estimările dr. Gates și CDC din acest motiv.”
Circa 12% dintre cetățenii SUA se consideră pe sine LGBTQ.